# Coup de Prusse

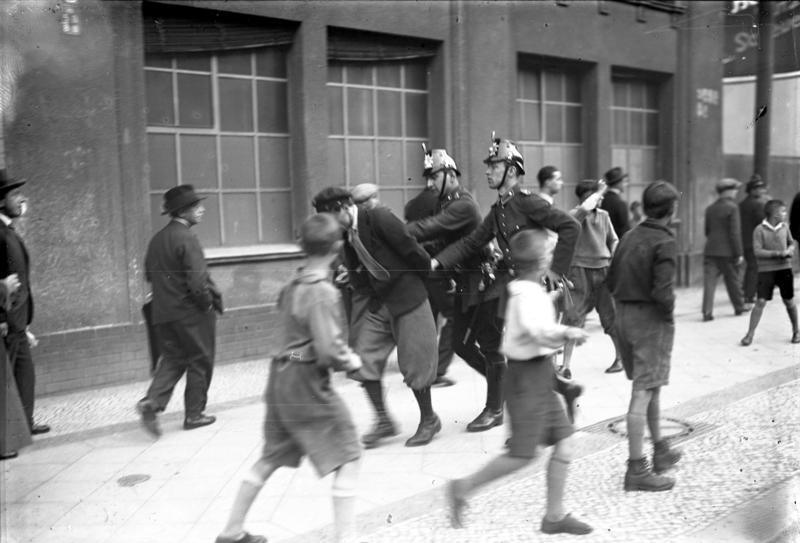
Arrestation de manifestants à Berlin, juin 1932.

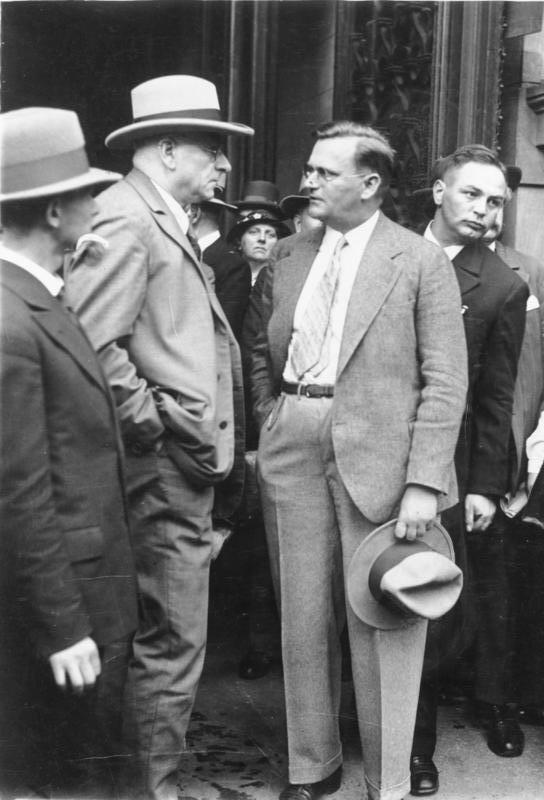
Le ministre-président Otto Braun et le ministre de la culture Adolf Grimme lors de l'ouverture du landtag de Prusse, 24 mai 1932.

Le coup de Prusse, en allemand Preußenschlag (prononciation allemande : [ˈpʁɔʏsənˌʃlaːk]), aussi appelé Staatsstreich in Preußen (coup d'État en Prusse) du 20 juillet 1932, sous la république de Weimar, est la prise de contrôle de l'État libre de Prusse, le plus grand État allemand, par le gouvernement central qui dissout le gouvernement régional sous un double prétexte : l'absence de majorité parlementaire et des troubles à l'ordre public dont les 18 morts de l'Altonaer Blutsonntag (de) trois jours plus tôt.
Cette « exécution d'Empire » (Reichsexekution) est prise par le chancelier Franz von Papen en vertu d'un décret d'urgence du président Paul von Hindenburg, édicté sur le fondement de l'article 48 de la constitution de Weimar, dans le but de revenir à un régime centralisé en préparation d'un retour à la monarchie. Si la première partie est un succès pour Papen, à qui la cour constitutionnelle de la République donne de facto raison (tout en lui donnant de jure tort), la seconde est un échec et il ne fait finalement que tirer les marrons du feu au profit d'Adolf Hitler quand il deviendra chancelier en 1933. Cet évènement est considéré comme une étape majeure dans la chute de la république de Weimar.

## Contexte historique
L'État libre de Prusse est à l'époque le plus important Land de la République de Weimar, représentant plus de 60 % de sa superficie et de sa population, et sa capitale Berlin est également celle du pays. Ce fait seul suffirait à expliquer des tensions politiques avec le gouvernement central, mais en plus, depuis 1918, la Prusse est gouvernée presque sans interruption par la social-démocratie (avec Otto Braun comme ministre-président et Carl Severing ministre de l'Intérieur), en opposition avec le gouvernement central d'Hindenbourg et de Papen.
La conférence des Länder de janvier 1928 réunissant membres du gouvernement du Reich et ministres-présidents des Länder constate qu'un « pouvoir impérial fort est nécessaire ».
Après de longues discussions, sont adoptés le 21 juin 1930 deux rapports d'expertise dont Arnold Brecht est l'architecte, qui définissent les limites des responsabilités entre le Reich et les Länder et une réorganisation de ces derniers. L'un des points abordés est notamment la fin de la Prusse en tant qu'État indépendant : le gouvernement prussien serait le même que celui du pays et les treize provinces prussiennes sous contrôle direct du gouvernement central. Parmi les objections, la Prusse elle-même, mais aussi la Bavière (second état du pays, qui se sent menacé de la même façon une fois la Prusse supprimée). Papen souhaite utiliser toute occasion pour faire avancer ce projet,.

## Situation en Prusse après les élections au Landtag du 24 avril 1932
Après les élections du 20 avril 1932, l'État de Prusse n'a plus de majorité parlementaire. Le parti nazi est passé de 6 (à la précédente élection) à 162 députés (sur 423 de la chambre) ce qui est insuffisant pour obtenir une majorité (il lui en faudrait 212) et mettre en place son gouvernement dans le Land. Le Zentrum, qui gouvernait en coalition avec le SPD, propose de renverser son alliance et de gouverner avec le NSDAP, mais ce parti refuse.
La Prusse utilise à l'époque un système de motion de censure constructive, qui empêche de renverser un gouvernement si un nouveau n'est pas proposé en même temps, de sorte que l'ancien gouvernement social-démocrate reste en place bien qu'il ne reste plus que 94 députés de ce parti et que ses alliés se sont effondrés,. En pratique il ne fait qu'expédier les affaires courantes.
Par ailleurs, les affrontements entre nazis et communistes se multiplient dans tout le pays en prélude aux élections générales qui doivent avoir lieu le 31 juillet.

## Le coup de Prusse

### Préparatifs
Depuis le 14 juillet, Papen dispose de l'accord d'Hindenbourg et d'un décret avec une date en blanc pour faire usage de l'article 48 de la constitution de Weimar, qui permet de mettre sous tutelle le gouvernement d'un Land.
Les précédents ne manquent pas, et notamment Friedrich Ebert, premier président (social démocrate) de la République de Weimar, utilisa l'article 48 à 136 reprises. Cela inclut la déposition des gouvernements (élus en toute légalité) dans les Lander de Saxe et en Thuringe quand ces États étaient le théâtre de désordres, et même la promulgation de lois au motif de protéger le pays de la crise économique liée à la l'hyperinflation. Hindebourg est également un habitué, avec 60 utilisations en 1932.

### L'Altonaer Blutsonntag
Le 17 juillet 1932, 7000 membres des SA organisent une marche dans les rues de la ville d'Altona, un bastion communiste surnommé « petite Moscou », dans la région de Schleswig-Holstein du Land de Prusse. Des heurts se produisent avec la population, des tirs provenant des habitations font deux morts parmi les SA, la police d'une part fait dégager les nazis et vider les rues, et d'autre part pourchasse les tireurs, faisant seize morts.
Cet événement à un retentissement dans tout le pays. Hans Asmussen (de), pasteur luthérien local, rédigera une adresse qui préfigure la déclaration de Barmen de 1933. Mais l'effet le plus immédiat est de servir de prétexte pour mettre la Prusse sous tutelle du gouvernement central.

### Le décret
Le décret fait cinq pages. Il est pris en application de l'article 48 et pour le motif de restauration de l'ordre. Les principales dispositions sont :
- suspensions jusqu'à nouvel ordre des articles 114, 115, 117, 118, 123, 124 et 153 de la constitution : suspensions des libertés de circulation, opinions, expression (presse), du secret des correspondances, et autorisation sans limites des fouilles, arrestations, etc.
- transmission du pouvoir executif du Land au ministre de la défense du Reich (von Schleicher) ;
- punition des contrevenants à l'emprisonnement et une amende de 15000 Reichsmarks ou plus si une loi le permet ;
- peine de mort pour des crimes normalement punis de la prison à vie ;
- cours de justice extraordinaires, sous la responsabilité du ministre de la justice du Reich (Franz Gürtner).

Il est signé par Hindenburg (président), Papen (chancelier), Wilhelm von Gayl (ministre de l'Intérieur) et Schleicher.

### Réaction du gouvernement prussien
Le gouvernement prussien est affaibli et décide de ne pas résister par la violence, il se contente de saisir la cour constitutionnelle.

### La contestation devant la cour constitutionnelle
Dès le 21 juillet, le gouvernement de Prusse évincé représenté par Arnold Brecht saisit le Staatsgerichtshof für das Deutsche Reich, tribunal suprême de la République de Weimar compétent pour les conflits entre le Reich et un Land.
De son côté le Reich fait appel à notamment Carl Schmitt, Erwin Jacobi et Carl Bilfinger.
La cour commence par rejeter l'urgence, au motif que le décret n'a produit aucun effet visiblement nocif. L'examen au fond se traduira par l'arrêt « Preußen contra Reich (de) » le 25 octobre.
Entre-temps, le gouvernement provisoire mis en place par Papen avait déjà remplacé les chefs de l'appareil administratif et de la police.
La cour valide le motif de maintien de l'ordre, et le décret dans la mesure où il sert cet objectif, mais souligne que le gouvernement local doit rester en place à tous autres égards. Si, en théorie, cette décision est un échec pour Papen, en pratique la situation politique fait que le gouvernement prussien est déjà impuissant et incapable d'obtenir que le gouvernement du Reich respecte les dispositions de l'arrêt de la Cour du Reich en sa faveur. Le travail temporaire de l'administration provisoire n'a jamais pris fin et c'est son représentant Franz Bracht qui de facto gouverne par la suite, même si le gouvernement légal se réunit formellement chaque semaine.
La situation a donné lieu à des jeux de mots sarcastiques comme « Brecht hat das Recht, aber Bracht hat die Macht » (Brecht a le droit, mais Bracht a le pouvoir) ou encore « Bracht bricht Brecht » (Bracht brise Brecht).
Les juristes ont également porté une appréciation tout aussi critique. Karl Dietrich Bracher utilisera le mot de « grotesque » car « la partie juridique parle pour la position prussienne, tandis que la teneur politique réelle, avec la reconnaissance de la situation créée par les événements, a convergé vers la volonté de coup d'État d'un gouvernement basé uniquement sur l'autorité du président du Reich et les moyens de pouvoir de la Reichswehr ».

## Conséquences
Le Land de Prusse passe de facto sous contrôle du pouvoir central. Lors des élections au parlement du Land de 1933, même si le parti nazi a des résultats similaires, Hitler utilisera les pouvoirs du Reich pour faire emprisonner des députés de l'opposition jusqu'à ce que son parti obtienne la majorité dans le Land.

## Source et références
- (en) Cet article est partiellement ou en totalité issu de l’article de Wikipédia en anglais intitulé « Preußenschlag » (voir la liste des auteurs).

- (de) Cet article est partiellement ou en totalité issu de l’article de Wikipédia en allemand intitulé « Preußenschlag » (voir la liste des auteurs).

1. 1 2  (de) Wolfgang Scheuermann-Peilicke, « Der Preußenschlag 1932 », sur dhm.de, Deutsches Historisches Museum, Berlin, 14 septembre 2014.
2. ↑  Gilbert Badia, Histoire de l'Allemagne contemporaine, p. 299.
3. 1 2  (de) Evehard Holtmann, « Die Weimarer Republik, tome 3, chapitre 5 », sur blz.bayern.de (consulté le 7 mai 2020)
4. ↑  par 15 voix pour, 3 contre et 2 abstentions.
5. ↑  (de) Arnold Brecht, Föderalismus, Regionalismus und die Teilung Preußens [« Federalism, Regionalism and the Partition of Prussia »], Bonn, Ferd. Dümmlers, 1949, 135 f
6. ↑  Dieter Nohlen & Philip Stöver (2010) Elections in Europe: A data handbook, p762  (ISBN 978-3-8329-5609-7)
7. ↑  (en) Harwood L. Childs, « Recent Elections in Prussia and Other German Länder », American Political Science Review, vol. 26, no 4,‎ 1932, p. 698–705 (ISSN 0003-0554, DOI 10.2307/1946537, JSTOR 1946537, lire en ligne)
8. ↑  Evans 2004, p. 80-84.
9. ↑  (en) « Article 48 », sur encyclopedia.ushmm.org (consulté le 19 août 2021).
10. ↑  (de) « Verordnung des Reichspräsidenten ... Vom 20. Juli 1932 » [« Decree of the Reich President ... of 20 July 1932 »], sur 100(0) Schlüsseldokumente zur Deutschen Geschichte im 20. Jahrhundert (consulté le 30 mai 2023), p. 4–5
11. ↑  Ludwig Biewer: Der Preußenschlag 1932. Ursachen, Ereignisse, Folgen und Wertung. In: Blätter für deutsche Landesgeschichte. Band 119, 1983, S. 159–172, hier S. 169.
12. ↑  (de) Stefan Oeter, Integration und Subsidiarität im deutschen Bundesstaatsrecht: Untersuchungen zu Bundesstaatstheorie unter dem Grundgesetz, Mohr Siebeck, 1998 (ISBN 978-3-16-146885-8, lire en ligne)
13. ↑  (de) Karl Dietrich Bracher, Schriften des Instituts für Politische Wissenschaft, Duncker & Humblot, 1955 (lire en ligne).